# Belenois gidica

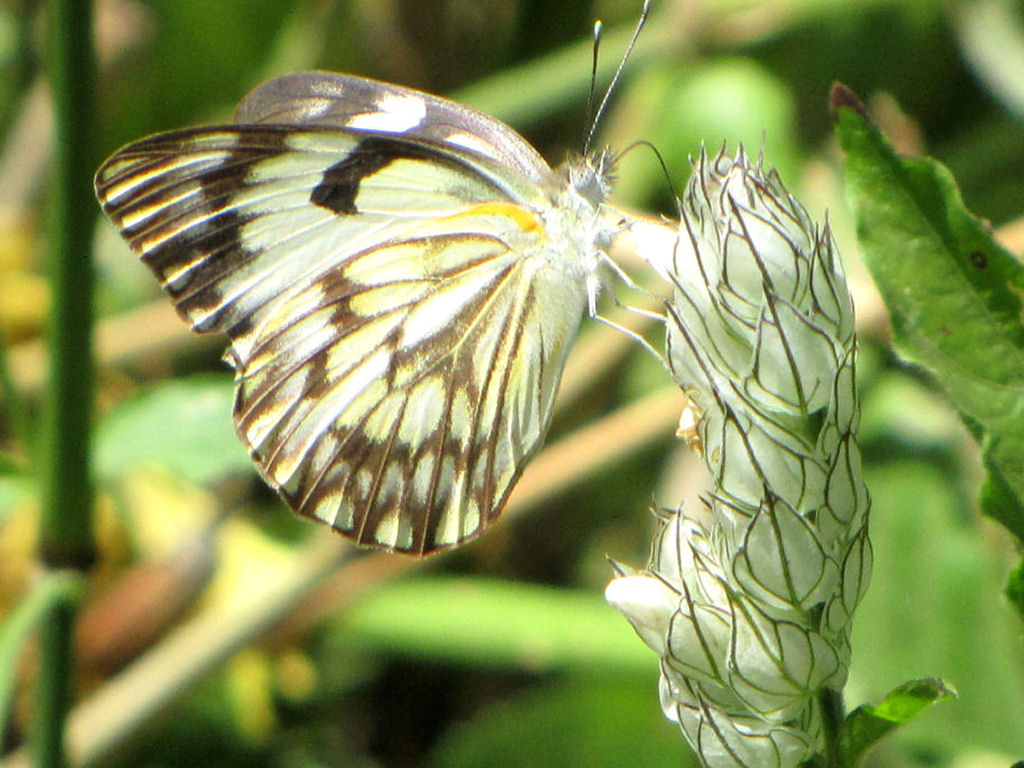
En Parque nacional del Lago Manyara, Tanzania

Belenois gidica es una mariposa de la familia Pieridae. Se encuentra en Ecozona afrotropical.
Tiene una amplitud de alas de 40-55 mm, los machos y 40-53 las hembras. Vuelan durante todo el año.
Las larvas se alimentan de especies de Boscia, Capparis, y Maerua.

## Subespecies
Se reconocen las siguientes subespecies:
- B. g. gidica (Mauritania, Senegal, Gambia, Burkina Faso, Ghana, Costa de Marfil, Nigeria, Niger)
- B. g. hypoxantha (Ungemach, 1932) (Etiopía)
- B. g. abyssinica (Lucas, 1852) (Etiopía, Kenia, Uganda, República Democrática del Congo a Zambia, Mozambique, Zimbabue, Botsuana, Namibia, Sudáfrica, Swaziland)

## Sinonimia
- Pieris gidica Godart, 1819
- Belenois occidentis Butler, 1898
- Pieris gidica f. tschadica Aurivillius, 1910
- Pieris gidica var. sulphurea Gaede, 1916
- Pieris gidica f. masculina Hulstaert, 1924
- Anapheis gidica gidica f. albata Talbot, 1929
- Anapheis gidica gidica f. arida Talbot, 1929
- Pieris abyssinica Lucas, 1852
- Pinacopteryx doubledayi Wallengren, 1857
- Pinacopteryx westwoodi Wallengren, 1857
- Pieris allica Oberthür, 1878
- Pieris gidica var. westwoodi ab. simplex Rebel, 1914
- Pieris gidica var. pallida Gaede, 1916
- Pieris gidica abyssinica f. texturata Ungemach, 1932
- Pieris gidica abyssinica f. crassilinea Ungemach, 1932
- Anapheis gidica westwoodi f. nigrescens Talbot, 1943
- Anapheis gidica westwoodi f. nigrifusa Talbot, 1943
- Anapheis gidica westwoodi f. masformis Talbot, 1943
- Anapheis gidica westwoodi f. subochracea Talbot, 1943
- Anapheis gidica occidentalis ab. deficiens Dufrane, 1947
- Glycestha gidica westwoodi f. androides Storace, 1948
- Anapheis gidica centralis Stoneham, 1957
- Pieris gidica hypoxantha Ungemach, 1932